# ديبيه (بولندا)
ديبيه قرية في المنطقة الإدارية في غمينا سيروك، ضمن مقاطعة لغيونوفو في محافظة مازوفيا وسط بولندا. تقع على بعد 11 كيلومترا (7 أميال) غرب سيروك، 10 كيلومترات (6 أميال) شمال لغيونوفو، و31 كيلومترا (19 ميلا) شمال وارسو.